# Catfish and the Bottlemen
Catfish and the Bottlemen is een indierockband uit Llandudno, North Wales.
Op 15 september 2014 bracht de groep hun eerste album uit, The Balcony. Na de bekendmaking van het debuutalbum, kondigde de groep een volledige tour aan in het Verenigd Koninkrijk.
Nummers van de band werden gebruikt in de voetbalgame FIFA: Cocoon in FIFA 15 en Postpone in FIFA 17.

## Bezetting
Leden
- Van McCann – leadzang, gitaar (2007–heden)
- Benji Blakeway – basgitaar, achtergrondzang (2007–heden)

Voormalige leden
- Jon Barr – drums, percussie (2007–2010)
- Billy Bibby – gitaar, achtergrondzang (2007–2014)
- Bob Hall – drums, percussie (2010–2021)
- Johnny Bond – gitaar, achtergrondzang (2014–2021)

## Discografie
Albums
- 2014: The Balcony
- 2016: The Ride
- 2019: The Balance

Ep's
- 2009: Poetry & Fuel
- 2010: Beautiful Decay
- 2013: Catfish and the Bottlemen
- 2014: Kathleen and the Other Three

### Singles
| Jaar | Titel | Hoogste posities in de hitlijsten | Hoogste posities in de hitlijsten | Hoogste posities in de hitlijsten | Hoogste posities in de hitlijsten | Hoogste posities in de hitlijsten | Hoogste posities in de hitlijsten | Hoogste posities in de hitlijsten | Hoogste posities in de hitlijsten | Hoogste posities in de hitlijsten | Hoogste posities in de hitlijsten | Certificaties               | Album       |
| Jaar | Titel | VK                                | VK Indie                          | AUS                               | BEL                               | CAN Rock                          | JPN                               | MEX Air.                          | VS Alt.                           | VS Main.                          | VS Rock                           | Certificaties               | Album       |
| ---- | --- | --------------------------------- | --------------------------------- | --------------------------------- | --------------------------------- | --------------------------------- | --------------------------------- | --------------------------------- | --------------------------------- | --------------------------------- | --------------------------------- | --------------------------- | ----------- |
| 2013 | Homesick | 182                               | —                                 | —                                 | —                                 | —                                 | —                                 | —                                 | —                                 | —                                 | —                                 | - BPI: Goud                 | The Balcony |
| 2013 | Rango | —                                 | —                                 | —                                 | —                                 | —                                 | —                                 | —                                 | —                                 | —                                 | —                                 | - BPI: Zilver               | The Balcony |
| 2014 | Kathleen | 110                               | 11                                | —                                 | —                                 | —                                 | 82                                | —                                 | 17                                | —                                 | 40                                | - BPI: Platina              | The Balcony |
| 2014 | Fallout | —                                 | —                                 | —                                 | 92                                | —                                 | —                                 | —                                 | —                                 | —                                 | —                                 | - BPI: Goud                 | The Balcony |
| 2014 | Cocoon | 109                               | —                                 | —                                 | 128                               | —                                 | —                                 | —                                 | 29                                | —                                 | 50                                | - BPI: Platina              | The Balcony |
| 2014 | Pacifier | —                                 | —                                 | —                                 | —                                 | —                                 | —                                 | 45                                | —                                 | —                                 | —                                 | - BPI: Goud                 | The Balcony |
| 2014 | Business | —                                 | —                                 | —                                 | —                                 | —                                 | —                                 | —                                 | —                                 | —                                 | —                                 | - BPI: Zilver               | The Balcony |
| 2015 | Hourglass                                                                                                   | —                                 | —                                 | —                                 | —                                 | —                                 | —                                 | —                                 | —                                 | —                                 | —                                 | - BPI: Zilver               | The Balcony |
| 2016 | Soundcheck                                                                                                  | 95                                | —                                 | —                                 | —                                 | 23                                | —                                 | 41                                | 11                                | 34                                | 32                                | - BPI: Goud                 | The Ride    |
| 2016 | 7 | 81                                | —                                 | 133                               | —                                 | 46                                | —                                 | —                                 | 8                                 | —                                 | 32                                | - BPI: Platina - ARIA: Goud | The Ride    |
| 2016 | Glasgow | 128                               | —                                 | —                                 | —                                 | —                                 | —                                 | —                                 | —                                 | —                                 | —                                 | - BPI: Zilver               | The Ride    |
| 2016 | Twice | 87                                | —                                 | —                                 | —                                 | —                                 | —                                 | —                                 | 32                                | —                                 | —                                 | - BPI: Goud                 | The Ride    |
| 2017 | Outside | —                                 | —                                 | —                                 | —                                 | —                                 | —                                 | —                                 | —                                 | —                                 | —                                 |                             | The Ride    |
| 2019 | Longshot | 25                                | —                                 | —                                 | —                                 | 11                                | —                                 | —                                 | 2                                 | —                                 | 16                                | - BPI: Goud                 | The Balance |
| 2019 | Fluctuate                                                                                                   | 84                                | —                                 | —                                 | —                                 | —                                 | —                                 | —                                 | —                                 | —                                 | —                                 |                             | The Balance |
| 2019 | 2all | 57                                | —                                 | —                                 | —                                 | 50                                | —                                 | —                                 | 7                                 | —                                 | 39                                | - BPI: Zilver               | The Balance |
| 2019 | Conversation                                                                                                | 60                                | —                                 | —                                 | —                                 | —                                 | —                                 | —                                 | —                                 | —                                 | —                                 |                             | The Balance |
| 2024 | Showtime | 49                                | —                                 | —                                 | —                                 | —                                 | —                                 | —                                 | 33                                | —                                 | —                                 |                             | TBA         |
|      | "—" geeft een single aan die niet in de hitlijsten is opgenomen of niet is uitgebracht in dat muziekgebied. |                                   |                                   |                                   |                                   |                                   |                                   |                                   |                                   |                                   |                                   |                             |             |

### Andere in de hitlijsten opgenomen en gecertificeerde nummers
- 2014: Tyrants
- 2016: Anything
- 2016: Oxygen
- 2016: Postpone
- 2019: Encore